# サンアントニオ・デ・パレ
サンアントニオ・デ・パレ(ポルトガル語: San Antonio de Palé、通称パレ、Palé、以前はセントアントニー、St Antony、サンアントニオ・デ・プライア、San Antonio de Praia）は、アフリカ・赤道ギニア共和国の都市。

## 地理
ギニア湾沖の大西洋に浮かぶアンノボン島北部に存在する同島の中心地であり、アンノボン県の県都でもある。町の西側にはアンノボン空港が所在する。

## 言語
公用語はポルトガル語が広く用いられるほかスペイン語、及び地方語としてポルトガル語とスペイン語が混ざり合ったポルトガル語系クレオール語であるアンノボン語も広く用いられる。人口は4279人（2006年）。

## 歴史
ポルトガル人探検家ディエゴ・ラミレス・デ・ラ・ディアスが1470年にアンノボン島を発見し、サンアントニオの町が建設された。その後、アンゴラから脱走した奴隷の伝道の中心地となった。宣教師は、1580年に最初に町を拠点とした。1784年にポルトガルはエルパルド条約でスペインにアンノボン島を割譲すると住民は反乱を起こし、19世紀後期の数十年間スペインと対立しスペインの権威を奪った。1801年にイギリスが奴隷貿易を抑制する為にスペインの貸し許可でセントアントニー（サンアントニオ）の町に小さな砦を建設した。

## 座標
サンアントニオ・デ・パレは座標0,0の地点から約648km離れていて、世界で一番0,0の地点に近い。